# ОФК Грбаљ
ОФК Грбаљ, црногорски је фудбалски клуб из Радановића, насеља у општини Котор, који се тренутно такмичи у Другој лиги Црне Горе. Највећи успех остварио је у првој сезони Прве лига Црне Горе, када је завршио на трећем месту и играо је у Интертото купу, док је у сезони 2016/17. играо финале Купа Црне Горе. Домаће утакмице игра на стадиону Доња Сутвара, у Радановићима који може да прими 1.623 гледалаца.
Клуб је основан 1995, на темељима старог клуба ФК Грбаљ, који је основан 1970. и угасио се након три године. Од оснивања Прве црногорске лиге у фудбалу у сезони 2006/07. Грбаљ је постао њен члан. Већ у првој сезони играња у Првој лиги завршио је на трећем месту, са 27 бодова заостатка иза другопласираног и учествовао је у Интертото купу. У сезони 2007/08, завршио је на четвртом месту и поново је играо Интертото куп, када је и прошао прво коло. У сезони 2016/17. играо је финале Купа, док је у сезони 2019/20. по први пут испао из Прве лиге.

## ФК Грбаљ у европским куповима
| Сезона | Такмичење     | Коло    | Земља               | Клуб             | Резултат | Укупан резултат |
| ------ | ------------- | ------- | ------------------- | ---------------- | -------- | --------------- |
| 2007.  | Интертото куп | 1. коло | Румунија            | Глорија Бистрица | 1:2, 1:1 | 2:3             |
| 2008   | Интертото куп | 1. коло | Босна и Херцеговина | Челик Зеница     | 2:3, 2:1 | 4:4             |
| 2008   | Интертото куп | 2. коло | Турска              | Сиваспор Сивас   | 2:2, 0:1 | 2:3             |

## Резултати у такмичењима у Црној Гори
| Сезона   | Ранг | Лига       | Бр.екипа | Позиција  | Куп             |
| -------- | ---- | ---------- | -------- | --------- | --------------- |
| 2006/07. | 1    | Прва лига  | 12       | 3. место  | Полуфинале      |
| 2007/08. | 1    | Прва лига  | 12       | 4. место  | Четвртфинале    |
| 2008/09. | 1    | Прва лига  | 12       | 4. место  | Прво коло       |
| 2009/10. | 1    | Прва лига  | 12       | 5. место  | Полуфинале      |
| 2010/11. | 1    | Прва лига  | 12       | 7. место  | Прво коло       |
| 2011/12. | 1    | Прва лига  | 12       | 9. место  | Осмина финала   |
| 2012/13. | 1    | Прва лига  | 12       | 4. место  | Полуфинале      |
| 2013/14. | 1    | Прва лига  | 12       | 7. место  | Четвртфинале    |
| 2014/15. | 1    | Прва лига  | 12       | 5. место  | Четвртфинале    |
| 2015/16. | 1    | Прва лига  | 12       | 7. место  | Осмина финала   |
| 2016/17. | 1    | Прва лига  | 12       | 7. место  | Финале          |
| 2017/18. | 1    | Прва лига  | 10       | 4. место  | Полуфинале      |
| 2018/19. | 1    | Прва лига  | 10       | 6. место  | Осмина финала   |
| 2019/20. | 1    | Прва лига  | 10       | 10. место | Осмина финала   |
| 2020/21. | 2    | Друга лига | 10       | 6. место  | Осмина финала   |
| 2021/22. | 2    | Друга лига | 10       | 8. место  | Није учествовао |
| 2022/23. | 2    | Друга лига | 10       | 6. место  | Није учествовао |
| 2023/24. | 2    | Друга лига | 10       | 4. место  | Осмина финала   |
| 2024/25. | 2    | Друга лига | 9        | 6. место  | Осмина финала   |